# Czesław Gałka
Czesław Gałka (ur. 7 maja 1957 w Sosnowcu) – polski śpiewak operowy.
Absolwent Akademii Muzycznej w Katowicach (klasa prof. Stanisławy Marciniak-Gowarzewskiej, dyplom w 1984). Solista Opery Śląskiej w Bytomiu (1983–1985) i Teatru Wielkiego – Opery Narodowej w Warszawie (od 1985). Laureat konkursów wokalnych.

## Nagrody i wyróżnienia
- 1983: Konkurs im. Jana Kiepury w Krynicy – I nagroda
- 1984: III Ogólnopolski Konkurs Wokalistyki Operowej im. Adama Didura w Bytomiu – II nagroda[1]
- 1988: XXXV Międzynarodowy Konkurs Wokalny w ’s-Hertogenbosch – nagroda specjalna[2]
- 2014: Brązowy Medal „Zasłużony Kulturze Gloria Artis”[3]

## Wybrane role operowe
- Bartolo (Wesele Figara, Mozart)
- Faraon (Aida, Verdi)
- Gremin (Eugeniusz Oniegin, Czajkowski)
- Pimen (Borys Godunow, Musorgski)
- Stolnik (Halka, Moniuszko)
- Surin (Dama Pikowa, Czajkowski)
- Zbigniew (Straszny dwór, Moniuszko)